# Linda Williams
Linda Williams   (Estats Units d'Amèrica, 18 de desembre de 1946 - 12 de març de 2025) va ser una professora estatunidenca d'estudis cinematogràfics als departaments d'Estudis de Cinema i Retòrica de la Universitat de Califòrnia a Berkeley.

## Biografia
Williams es va graduar a la Universitat de Califòrnia a Berkeley amb una llicenciatura en literatura comparada el 1969, i després va obtenir un PhD a la Universitat de Colorado. dissertació publicada posteriorment com a Figures of Desire: A Theory and Analysis of Surrealist Film. Les seves principals àrees d'interès acadèmic van ser: història del cinema, gènere cinematogràfic, melodrama, pornografia, teoria feminista i cultura visual; tot amb èmfasi en les dones, el gènere, la raça i la sexualitat.
Pel que fa als gèneres cinematogràfics, argumentà que el terror, el melodrama i la pornografia entren a la categoria de «gèneres corporals», ja que cadascun estan dissenyats per provocar reaccions físiques per part dels espectadors. L'horror està dissenyat per provocar un terror esgarrifós, amb els artells blancs i els ulls saltants (sovint a través d'imatges de sang); els melodrames estan dissenyats per provocar simpatia (sovint a través d'imatges llagrimals); i la pornografia està dissenyada per provocar excitació sexual. Williams creu que gran part de l'expressió pornogràfica, i la manera en què s'expressa, es deu a la distància entre el públic i els intèrprets actuals i, per tant, va concloure que gran part del que la pornografia es converteix en un tipus de compensació per la distància entre l'espectador i el vist.

## Obra publicada

### Autora
- Figures of Desire: A Theory and Analysis of Surrealist Film, University of Illinois Press, 1981. Paperback edition: University of California Press, 1992, ISBN 0-520-07896-9
- Hard Core: Power, Pleasure and the Frenzy of the Visible (University of California Press, 1989). Expanded Paperback Edition: University of California Press, 1999, ISBN 0-520-21943-0
- Playing the Race Card: Melodramas of Black & White from Uncle Tom to O.J.Simpson, Princeton University Press, Paperback edition, 2002, ISBN 0-691-10283-X
- Screening Sex, Duke University Press, 2008, ISBN 978-0-8223-4285-4
- On The Wire, Duke University Press, 2014, ISBN 978-0822357179

### Editora
- Revision: Essays in Feminist Film Criticism. Coedited with Mary Anne Doane and Patricia Mellencamp, American Film Institute Monograph Series Frederick Maryland: University Publications of America, 1984.[3] ISBN 0890935866
- Viewing Positions: Ways of Seeing Film. Edited. New Brunswick: Rutgers University Press, 1994. ISBN 0-8135-2133-5
- Reinventing Film Studies. Co-edited anthology with Christine Gledhill. London: Edward Arnold. Nova York: Oxford University Press, 2000. ISBN 0-340-67723-6
- Porn Studies. Durham: Duke University Press, 2004. ISBN 0-8223-3312-0

### Articles
- Williams, Linda. "Film Bodies: Gender, Genre, and Excess." Film Quarterly 44, no. 4 (1991): 2-13. doi:10.2307/1212758.[9]
- Williams, Linda «A provoking agent: the pornography and performance art of Annie Sprinkle». Social Text, 37, 37, Winter 1993, pàg. 117–133. DOI: 10.2307/466263. JSTOR: 466263.
- Williams, Linda «Why I did not want to write this essay». Signs: Journal of Women in Culture and Society, 30, 1, Autumn 2004, pàg. 1264–1271. DOI: 10.1086/422234.
- Williams, Linda «Pornography, porno, porn: thoughts on a weedy field». Porn Studies, 1, 1–2, 1-2014, pàg. 24–40. DOI: 10.1080/23268743.2013.863662.